# 神戸震災復興記念公園

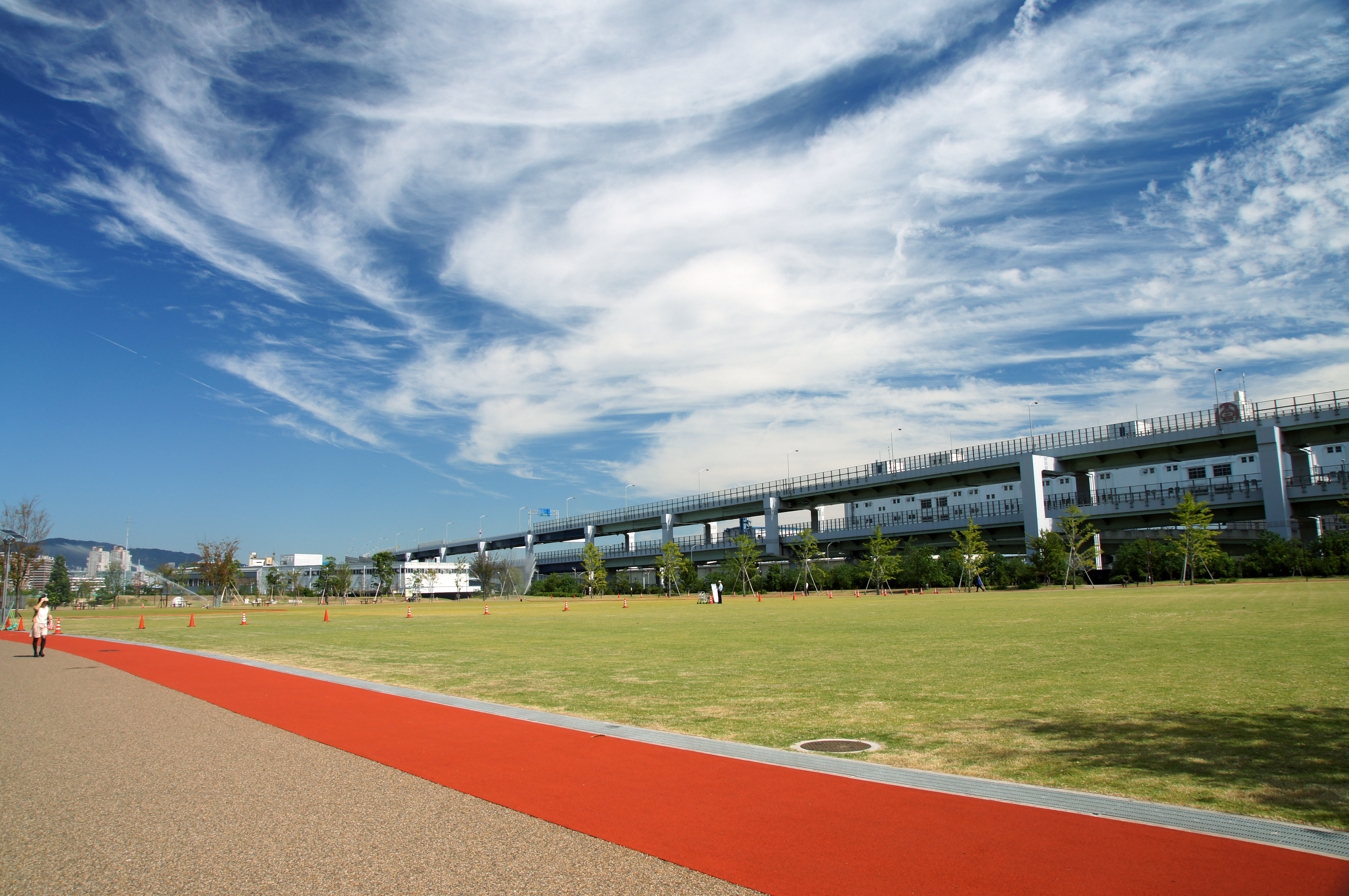
多目的芝生広場

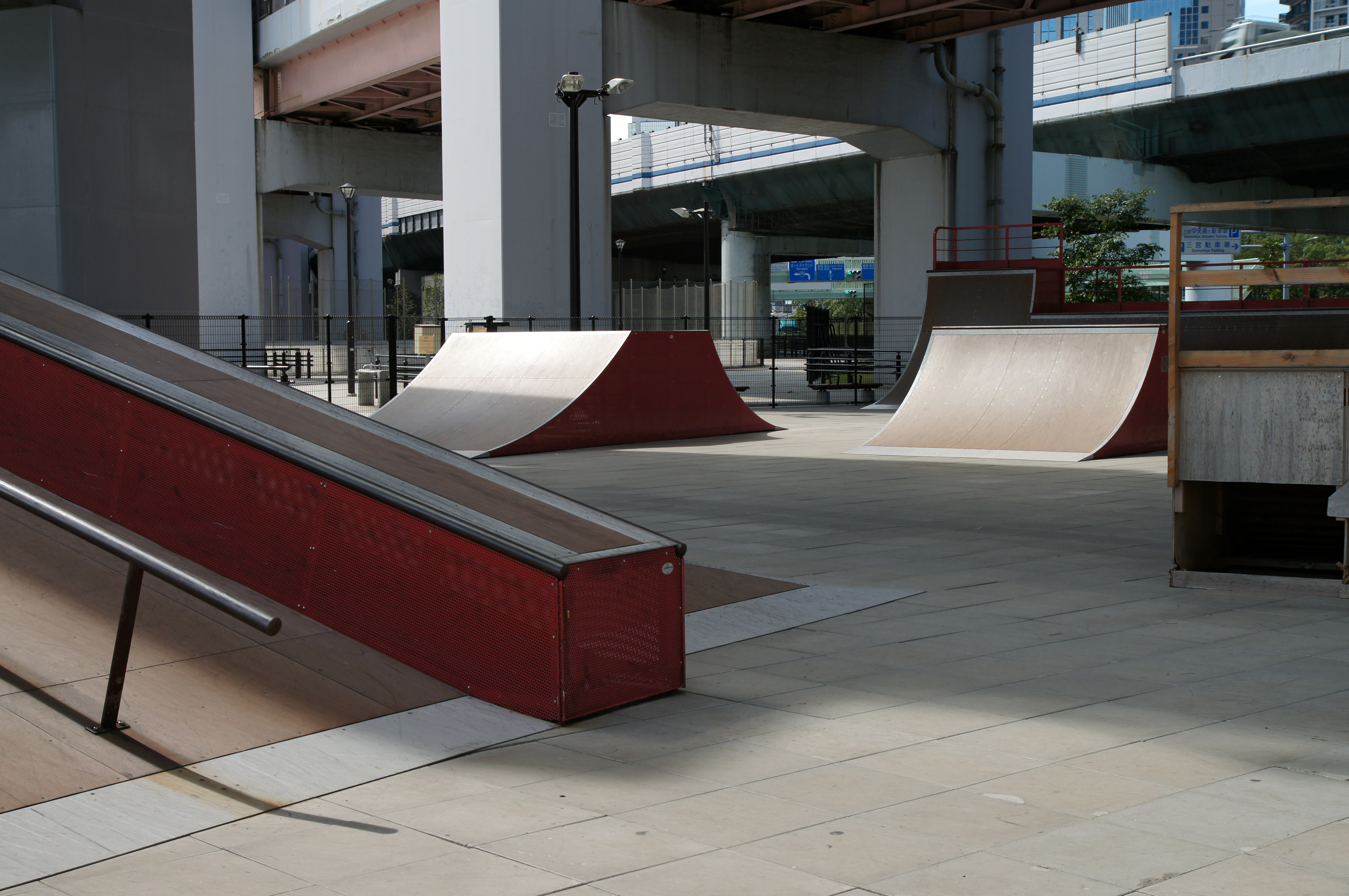
ニュースポーツ広場

神戸震災復興記念公園（こうべしんさいふっこうきねんこうえん）は神戸市中央区の新港地区にある都市公園（総合公園）である。
公募による愛称は、みなとのもり公園。JR貨物神戸港駅の跡地を利用した都市公園で、2010年1月17日にオープンした。神戸市の中心駅である三宮駅から南へ約600mの場所に位置し、園内には多目的芝生広場を中心に、管理棟、スポーツ広場、イベント広場等がある。広さは約5.6haである。

## 園内施設
- 多目的芝生広場
- ニュースポーツ広場 - スケートボード、インラインスケート、BMX用施設、バスケットボールコート
- エントランス広場
- 語り継ぎ広場
- 展望の丘
- パークセンター（管理棟）

## 防災設備
この公園には、いくつかの防災設備が備えられてある。
- 多目的芝生広場の地下には雨水貯留槽がある。
- 多目的芝生広場はヘリコプターの着陸や避難場所となる。
- 緊急用仮設トイレ
- 展望の丘の中（地下）は倉庫がある。

## 交通アクセス
- ポートライナー 貿易センター駅（最寄駅） 徒歩1分
- 東海道本線（JR神戸線）三ノ宮駅
- 阪急神戸本線 神戸三宮駅
- 阪神本線 神戸三宮駅
- 神戸市営地下鉄西神・山手線 三宮駅
- 神戸市営地下鉄海岸線 三宮・花時計前駅

## 周辺
- 神戸商工貿易センタービル
- 新港
  - 神戸税関
  - 旧国立生糸検査場
  - 神戸ポートターミナル
- 小野浜公園
- 第3突堤
  - 神戸ポートオアシス
  - 神戸三宮フェリーターミナル